# Malin Cederbladh
Malin Johanna Cederbladh (født 29. januar 1966 i Täby) er en svensk skuespillerinde. Hun er mest kendt for sin rolle som Annette Sundberg i tv-serien Solsidan, men har også medvirket i film som Magnetisørens femte vinter (1999), Hånden på hjertet (2000), Lad den rette komme ind (2008) og Patrik 1,5 (2008).
Cederbladh har udover film og tv medvirket i stykker på teatre som Stockholms stadsteater, Göteborgs stadsteater, Riksteatern og Folkteatern i Göteborg.

## Udvalgt filmografi
- Detta har hänt (tv-serie, 1998)
- Magnetisørens femte vinter (1999)
- Hånden på hjertet (2000)
- Lad den rette komme ind (2008)
- Patrik 1,5 (2008)
- Vores venners liv (tv-serie, 2010)
- Solsidan (tv-serie, 2010-2023)
- Bamse og heksens datter (animationsfilm, 2016)
- Sølykken (tv-serie, 2018-2023)